# Leiobunum roseum
Leiobunum roseum is een hooiwagen uit de familie Sclerosomatidae.